# مالاكوف
 مالاكوف ، (بالإنجليزية: Malakoff)‏، (الفرنسية:ma.la.kɔf)، هي إحدى (البلديات) في الضاحية في حي أوت دو سين، جنوب غرب باريس، فرنسا. وهي تقع على بعد 5 كم (3.1 ميل) من وسط المدينة. (EUROCAE) المنظمة الأوروبية لمعدات الطيران المدني، ومقرها في مالاكوف.

## توأمة
لمالاكوف اتفاقيات توأمة مع:
- كورسيكو